# Benito Juárez 3.ª Sección
Benito Juárez 3.ª Sección es una ranchería del municipio de Jalpa de Méndez ubicado en la subregión centro del estado mexicano de Tabasco.

## Geografía
La localidad de Benito Juárez 3.ª Sección se sitúa en las coordenadas geográficas 18°09′48″N 93°09′10″O / 18.163333, -93.152778, a una elevación de 6 metros sobre el nivel del mar.

## Demografía
Según el Conteo de Población y Vivienda 2020, efectuado por el Instituto Nacional de Estadística y Geografía, la localidad de Benito Juárez 3.ª Sección tiene 848 habitantes, de los cuales 413 son del sexo masculino y 435 del sexo femenino. Su tasa de fecundidad es de 2.66 hijos por mujer y tiene 217 viviendas particulares habitadas.
| Gráfica de evolución demográfica de Benito Juárez 3.ª Sección entre 1970 y 2020 |
|                                                                                 |
| INEGI.                                                                          |